# Oliy Majlis
L'Assemblea Suprema (Oliy Majlis/Олий Мажлис) è il parlamento dell'Uzbekistan. Succede al Soviet Supremo nel 1995 ed era unicamerale finché una riforma attuata nel gennaio 2005 non creò una seconda camera.
La Camera Legislativa dispone di 150 deputati eletti dai collegi territoriali. Il Senato ha 100 membri, 84 eletti dalle regioni, dalla Repubblica Autonoma di Karakalpakstan e dalla capitale Tashkent e 16 candidati nominati dal Presidente della Repubblica.
Entrambe le assemblee hanno un termine di cinque anni.

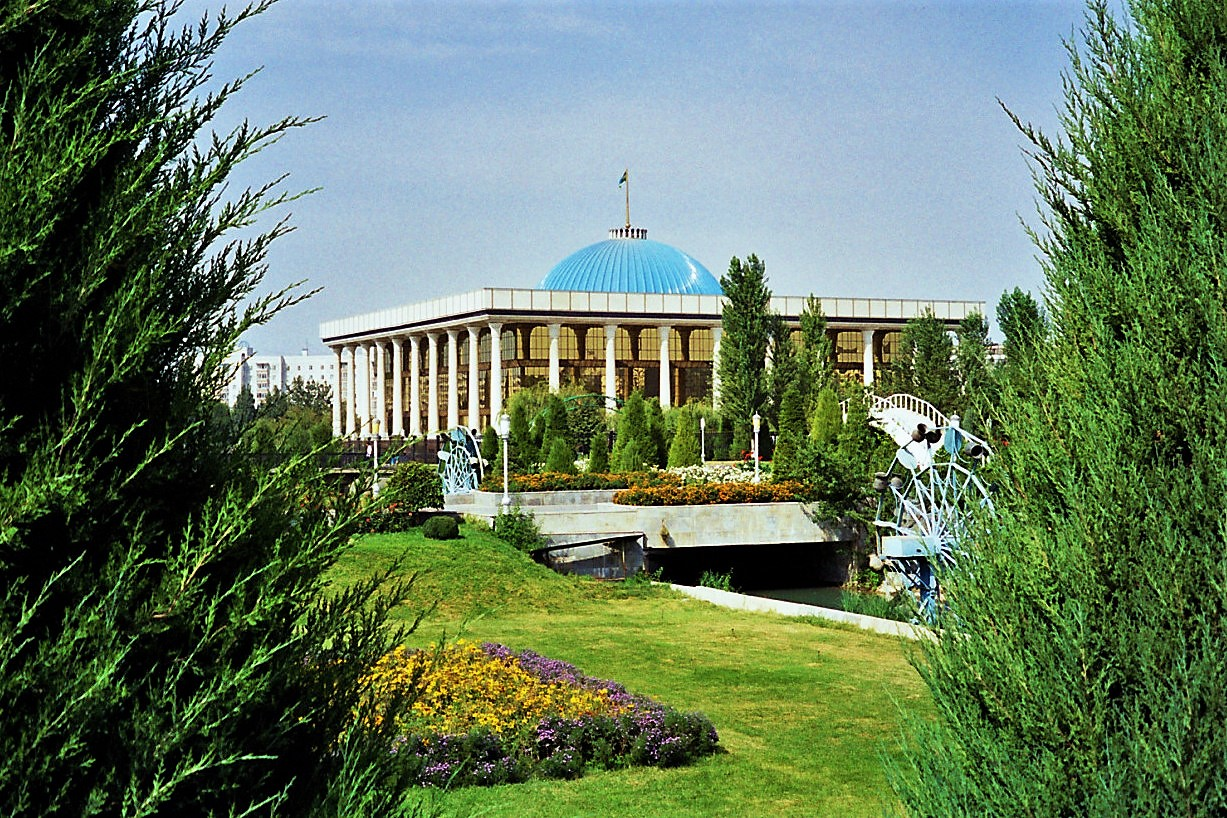
Camera Legislativa

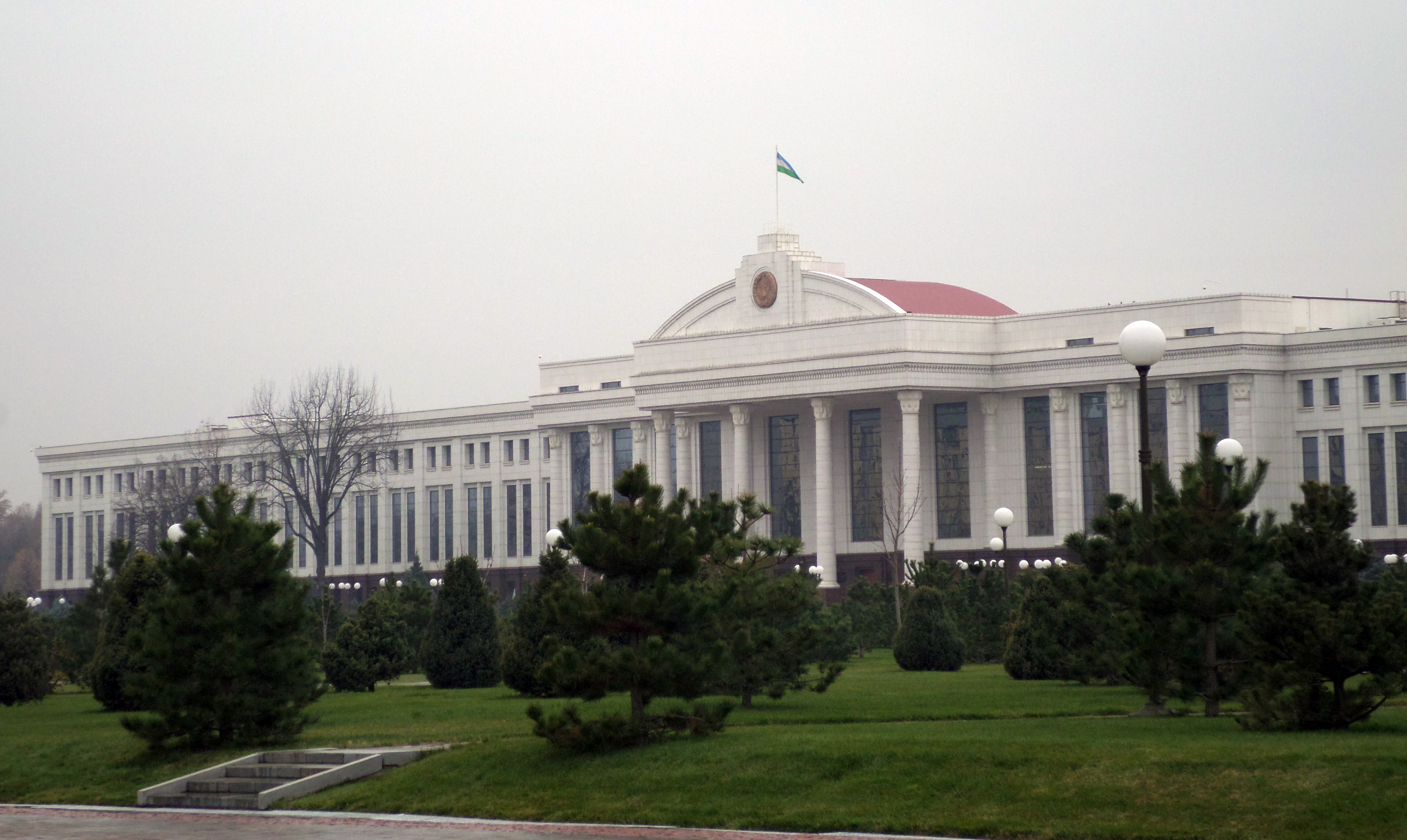
Senato

## Titolari dell'ufficio
Dal febbraio 1995 al gennaio 2005 il presidente dell'Assemblea suprema unicamerale dell'Uzbekistan è stato Erkin Khalilov, presidente del Soviet supremo dal 1993 al 1995. Dal 2005 il Senato e la Camera Legislativa hanno ciascuno il proprio funzionario presiedente.

### Presidenti della Camera Legislativa
- Erkin Khalilov (27 gennaio 2005 – 23 gennaio 2008)
- Diloram G. Tashmukhamedova (23 gennaio 2008 - 12 gennaio 2015)
- Nuriddinjon Ismailov (dal 12 gennaio 2015)[2]

### Presidenti del Senato
- Murat Sharifkhodjayev (27 gennaio 2005 - 24 febbraio 2006)
- Ilgizar Sobirov (24 febbraio 2006 - 22 gennaio 2015)
- Nigmatilla Yuldashev (22 gennaio 2015 - 21 giugno 2019)
- Tanzila Norbaeva (dal 21 giugno 2019)[3]